# Alfonso Robledo Leal
Ernesto Alfonso Robledo Leal (Linares, Nuevo León, 6 de junio de 1976) es un político mexicano, miembro del partido Movimiento Ciudadano y antiguo miembro del Partido Acción Nacional. Ha sido en dos ocasiones diputado federal y en dos diputado al Congreso de Nuevo León.

## Biografía
Alfonso Robledo Leal es licenciado en Relaciones Internacionales egresado de la Universidad Autónoma de Nuevo León, institución en la que además tiene una maestría en Administración Pública y un doctorado en Ciencias Sociales con orientación en Desarrollo Sustentable, y en la que además se desempeñó como docente.
Miembro del Partido Acción Nacional desde 1996, su primer cargo político fue coordinador de Relaciones Institucionales del Ayuntamiento de Monterrey de 2000 a 2003, de ese año a 2006 fue por primera vez electo diputado al Congreso de Nuevo León, a la LXX Legislatura del mismo por representación proporcional. En 2006 pasó al cargo de coordinador general de la oficina del presidente municipal de San Nicolás de los Garza y en 2009 fue por segunda ocasión electo al Congreso de Nuevo León, en esta ocasión a la LXXII Legislatura.
Al término de su encargo, en 2012 fue elegido diputado federal en representación del Distrito 8 de Nuevo León a la LXII Legislatura que concluyó en 2015 y en la que fue secretario de las comisiones de Seguridad Pública; y, Educación Pública y Servicios Educativos; e integrante de la comisión de Salud.
Por segunda ocasión fue elegido diputado federal en 2018, esta vez por el Distrito 11 de Nuevo León a la LXIV Legislatura, en ella es secretario de la comisión de Educación Pública e integrante de las comisiones de Economía Social y Fomento del Cooperativismo y de Infraestructura.